# Sherwin Vries
Sherwin Vries (né le 22 mars 1980) est un athlète sud-africain, spécialiste du sprint. Il mesure 1,79 m pour 74 kg. Jusqu'au 31 décembre 2001, il défendait les couleurs de la Namibie.

## Palmarès

### Championnats du monde d'athlétisme
- Championnats du monde d'athlétisme de 2007 à Osaka (Japon) 
  - éliminé en quart de finale sur 100 m

### Jeux du Commonwealth
- Jeux du Commonwealth de 1998 à Kuala Lumpur (Malaisie)
  - éliminé en série en relais 4 × 100 m
- Jeux du Commonwealth de 2006 à Melbourne (Australie)
  - éliminé en demi-finale sur 100 m
  - éliminé en série sur 200 m
  -  Médaille d'argent en relais 4 × 100 m

## Meilleures performances
- 100 m : 10 s 08 (1,3 m/s) 2 Durban 11 avr 2003
- 200 m : 20 s 20 (en altitude) (-0,5 m/s) 2 Pretoria4 avr 2003